# Bodilprisen for bedste hovedrolle
Bodilprisen for bedste hovedrolle er en filmpris, der bliver uddelt ved den årlige Bodilprisuddeling arrangeret af foreningen Danske Filmkritikere. Prisens formål er at hylde den bedste præstation i en hovedrolle. Prisen blev uddelt for første gang i den 78. Bodilprisuddeling i 2025, hvor den erstattede de to kønsopdelte hovedrolle-priser; "Bedste mandlige hovedrolle" og "Bedste kvindelige hovedrolle". Prisens nominerede antal steg ved fornyelsen fra fem til syv nominerede.

## Vindere og nominerede
| År                           | Skuespiller | Rolle             | Film |
| ---------------------------- | ----------- | ----------------- | ---- |
| 2025                         |             |                   |      |
| Sidse Babett Knudsen         | Eva         | Vogter            |      |
| Bodil Jørgensen              | Gerda       | Rom               |      |
| Flora Ofelia Hoffman Lindahl | Cecilia     | Madame Ida        |      |
| Gustav Giese                 | Kasper      | De lydløse        |      |
| Nikolaj Lie Kaas             | Christian   | Vejen hjem        |      |
| Trine Dyrholm                | Nanna       | Birthday Girl     |      |
| Viilbjørk Malling Agger      | Sofia       | Fuld af kærlighed |      |